# Димитър Карайчев
Димитър Карайчев (около 1820 – след 1880) е български търговец, предприемач и дарител от Сливен, активен през Възраждането. Известен е с въвеждането на механични станове за текстилно производство в града и с участието си в изграждането на културна и просветна инфраструктура.

## Биография
Димитър Карайчев е роден в Сливен около 1820 г. Произхожда от занаятчийско семейство, свързано с абаджийството. През 40-те години на XIX век започва да развива самостоятелна търговия с вълна, платове и технически съоръжения. С времето натрупва капитал и започва да внася механични станове от Виена и Цариград.

## Индустриална дейност
Смята се, че Карайчев е сред първите[източник? (Поискан днес)][кой го твърди?] сливенски предприемачи, които механизират текстилното производство в града. Той изгражда малка работилница, в която се използват новите станове, и обучава местни занаятчии на новата технология. Това поставя началото на прехода към модерна текстилна индустрия в Сливен.

## Обществена и дарителска дейност
Карайчев е сред основателите и дарителите на първото читалище в Сливен (основано 1860 г.). Той подпомага финансово училища, снабдява ги с помагала и дори организира стипендии за млади сливенци, които учат в Цариград или Браила. Участва в местни инициативи за църковна независимост.[източник? (Поискан днес)]

## Исторически контекст
Сливен през XIX век е един от водещите занаятчийски и търговски центрове в Османската империя. Градът става средище на ранна индустриализация и на възрожденски идеи, в което търговци като Карайчев играят съществена роля – те не само модернизират производството, но и насърчават образованието и културния живот.

## Наследство
Макар да е по-малко известен днес, Карайчев е сред пионерите на българската индустрия и дарителска традиция. Дейността му е част от по-широкия процес на икономическо и духовно възраждане на българите преди Освобождението.[източник? (Поискан днес)]